# Enregistrement magnétique assisté par chaleur

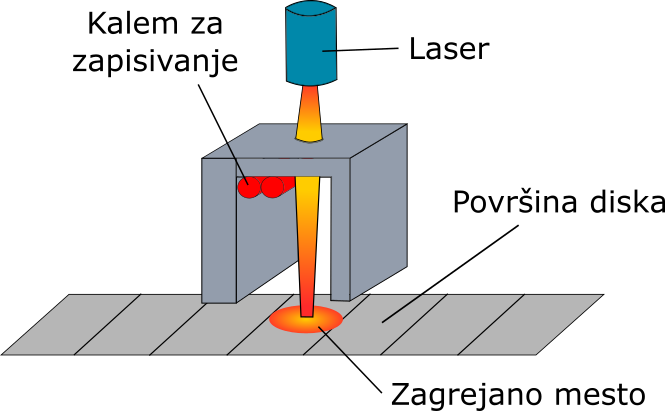

L'enregistrement magnétique assisté par chaleur (en anglais heat assisted magnetic recording ou HAMR) est une technologie d'enregistrement magnétique des données de la famille de l'enregistrement magnétique assisté par énergie (en anglais energy assisted magnetic recording ou EAMR) utilisé dans les disques durs. Elle permet d'augmenter la densité d'information maximale contenu dans un plateau en augmentant la température du substrat lors de l'enregistrement à l'aide d'une diode laser, permettant l'écriture de cellules plus stables et donc plus petites.
Les premiers disques durs dotés de cette technologie sont arrivés sur le marché en 2021 avec une capacité de 20 To et devraient atteindre une capacité de 50 To puis 100 To en 2026 et 2030 respectivement selon Seagate. Il s'agit pour l'instant de la seule technologie commerciale permettant d'atteindre de telles capacités.

## Technologie
Au cours du temps, différentes technologies se sont succédé pour permettre d'augmenter la capacité des disques durs telles que l'enregistrement perpendiculaire (PMR) et l'enregistrement à bardeau (SMR), cependant ces technologies se sont toutes heurté à une limite technique due à la stabilité magnétique des matériaux employés. En effet, pour augmenter la capacité des disques durs, augmenter la densité de stockage par plateau en écrivant des cellules plus petites est essentiel. Cependant, les cellules plus petites sont également plus instables et risquent de changer d'orientation magnétique. Pour éviter ce phénomène, des matériaux avec un champ coercitif (c'est-à-dire la capacité à résister à un champ magnétique) plus élevé sont utilisés, par exemple un alliage fer-platine (FePt). Cela permet aux cellules de rester stables dans le temps, cependant les têtes d’écritures doivent fournir un champ magnétique plus fort pour pouvoir changer l'orientation magnétique d'une cellule, en pratique, il existe une limite à la force des champs magnétiques que peut produire une tête d'écriture. Cela provoque une situation où il est impossible pour le disque de fonctionner correctement car il lui est impossible d'écrire correctement les données. Les disques HAMR utilisent une propriété particulière des matériaux magnétiques pour contourner cette limite, en effet, le champ coercitif d'un objet dépend de sa température. Par exemple, lorsqu'un objet atteint sa température curie, ses propriétés magnétiques disparaissent. Ici, les têtes d’écritures chauffent le substrat grâce à un laser à une température de plus de 400 °C, abaissant le champ coercitif de la cellule puis écrivent immédiatement après des données dans la cellule, enfin le substrat se refroidit, garantissant la stabilité de la cellule. L'opération prend moins d'1 ns et consomme autant d'énergie que les technologies traditionnelles étant donné que la tête ne chauffe qu'une infime surface. Les défis techniques nécessaires pour mettre en œuvre cette technologie sont relevés par des nanostructures spécifiques : des optiques de champ proches et des plasmon de surface localisé guident la lumière du laser jusqu’à la cellule à une échelle inférieure à celle de la longueur d'onde du laser pour pouvoir chauffer de manière localisée le substrat. Enfin, le substrat est composé de verre pour garantir le dépôt d'un revêtement spécifique appliqué pour supporter les températures importantes et contrôler le mouvement de la chaleur.